# سوبارو استلا
سوبارو استلا (Subaru Stella) خودرویی است که در سال‌های ۲۰۰۶ تا کنون تولید شده‌است.
این خودرو در کلاس خودرو کی قرار گرفته، طراحی آن خودروهای موتور جلو-محور جلو، خودروهای موتور جلو-چهار چرخ متحرک بوده طول آن در حالت طبیعی ۳٬۳۹۵ میلیمتر (۱۳۳٫۷ اینچ)، عرض آن در حالت طبیعی ۱٬۴۷۵ میلیمتر (۵۸٫۱ اینچ) و ارتفاع آن در حالت طبیعی ۱٬۶۴۵ میلیمتر (۶۴٫۸ اینچ) و وزن آن در حالت طبیعی ۹۳۰ کیلوگرم (۲٬۰۵۰٫۳ پوند) است. سیستم جعبه‌دندهٔ آن ۵ دنده به صورت دستی است.